# Cecilia Nilsson (Schauspielerin)

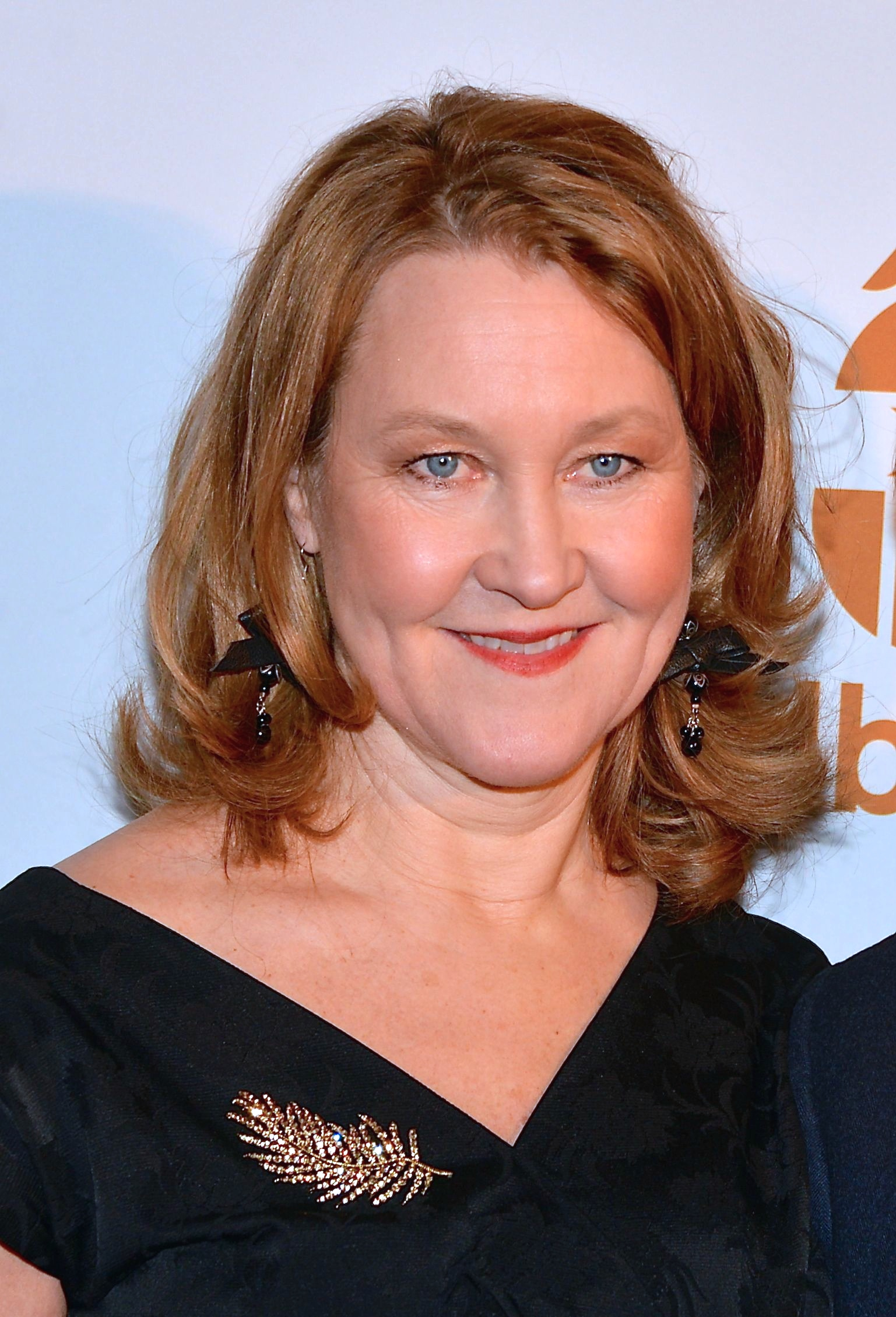
Cecilia Nilsson (2013)

Birgitta Maria Cecilia  Nilsson (* 15. Juli 1957 in Enskede) ist eine schwedische Schauspielerin. 

## Biografie
Bereits im Alter von sechs Jahren stand Cecilia Nilsson auf der Bühne des Kindertheaters am Medborgarplatsen in Stockholm und erhielt 1968 ihre erste Rolle am Königlichen Dramatischen Theater (Dramaten) in Woyzeck. Zwischen 1973 und 1975 führte sie dann durch das Kinderprogramm Fredax, später in Lördags umbenannt.
Nach diesen ersten Bühnen- und Fernseherfahrungen zog es sie von 1978 bis 1981 an die Schauspielschule in Stockholm. Nach ihrem Abschluss erhielt sie ein Engagement am Stadttheater von Helsingborg, ging 1983 aber zurück nach Stockholm und stand dort bis 1987 auf der Bühne des Stadttheaters. In den folgenden Jahren war sie in verschiedenen Theater- und Filmproduktionen zu sehen, unter anderem 2008 in Blommor av stål am Vasateatern in Stockholm zusammen mit Pernilla August, Suzanne Reuter, Gunilla Nyroos, Melinda Kinnaman und Linda Ulvaeus.
Nachdem sie bereits 2001 für die Darstellung einer Lehrerin in Liebe in Blechdosen eine Nominierung für den schwedischen Filmpreis Guldbagge als beste Nebendarstellerin erhalten hatte, konnte sie den Preis allerdings erst 2012 für ihre Rolle in Simon in Empfang nehmen.
Cecilia Nilsson lebt mit ihrem Ehemann Krister Henriksson in Stockholm. Sie haben einen gemeinsamen Sohn.

## Filmografie (Auswahl)
- 1973: Den vita stenen (TV-serie)
- 1985: August Strindberg ett liv (TV)
- 1996: Die Jönsson-Bande und der Cornflakesraub (Lilla Jönssonligan och cornflakeskuppen)
- 1997: Die Jönsson-Bande: Charles-Ingvars neuer Plan (Lilla Jönssonligan på styva linan)
- 1997: Grötbögen
- 1998: Personkrets 3:1
- 2000: Liebe in Blechdosen (Den bästa sommeren)
- 2002: Kommissar Beck – Die neuen Fälle
- 2004: Graven
- 2004: Die Rückkehr des Tanzlehrers
- 2004: I’m Your Man
- 2005: Kim Novak badete nie im See von Genezareth (Kim Novak badade aldrig i Genesarets sjö)
- 2006: Mankells Wallander: Der wunde Punkt (Den svaga punkten)
- 2006: Mankells Wallander: Bilderrätsel (Fotografen)
- 2007: Upp till kamp
- 2008: Maria Wern, Kripo Gotland
- 2009: Morden
- 2011: Simon (Simon och Ekarna)
- 2015: Modus – Der Mörder in uns (Modus, Fernsehserie)
- 2016: Springflut (Springfloden, Fernsehserie)
- 2020: Mord im Mittsommer (Morden i Sandhamn, Fernsehserie, 2 Folgen)
- 2021: Snow Angels (Snöänglar, Fernsehserie, 6 Episoden)
- 2023: Blackwater – Im Schatten der Vergangenheit (Händelser vid vatten, Fernsehserie, 6 Folgen)
- 2023: Konferensen
- 2025: Die Glaskuppel (Glaskupan)